# Neolepetopsis
Neolepetopsis is een geslacht van weekdieren uit de klasse van de Gastropoda (slakken).

## Soorten
- Neolepetopsis densata McLean, 1990
- Neolepetopsis gordensis McLean, 1990
- Neolepetopsis nicolasensis McLean, 2008
- Neolepetopsis occulta McLean, 1990
- Neolepetopsis verruca McLean, 1990